# Juan María Gutiérrez
Juan María Gutiérrez (Buenos Aires, 6 maggio 1809 – Buenos Aires, 26 febbraio 1878) è stato un poeta argentino.
Oppositore di Juan Manuel de Rosas, fuggì in Uruguay e poi in Europa; rimpatriato, fu curatore dell'antologia América poética.
Importante promotore dell'attività scientifica e tecnica in Argentina, è stato rettore dell'Università di Buenos Aires dal 1861 al 1874. Durante il suo rettorato vari professori europei ed italiani presero parte al processo di modernizzazione argentino, tra i quali si ricordano Emilio Rosetti, Pellegrino Strobel e Bernardino Speluzzi. 

## Scienza e modernità
La scienza non può non essere rivoluzionaria, ossia demolitirice dell’opera dell’errore, con l’obiettivo di edificare un'altra nuova al suo posto, perché in questo consiste il progresso, destino forzato dell’umanità, e la scienza è ministro di questo progresso. Come questo, d'altronde, è irresistibile, e come il mare, invade; con la differenza che a questa non vuole detenerla il dito di Dio, dicendole “da qui non passerai”. Quando lei conquista una verità, un milione di altre verità di ogni genere germogliano come conseguenza e ampliano il suo dominio. 
Considerato dai suoi contemporanei un letterato e un umanista prima che uno scienziato – “un poeta, senza pregiudizio di essere un matemático”, “uno dei primi uomini di Stato dell’America del Sud”, secondo Juan Bautista Alberdi – Gutiérrez rifiuterà l’ostilità generalizzata verso il passato coloniale di matrice spagnola, riconoscendo i contributi culturali ereditati dalla madrepatria e considerandoli parte di un cammino nel quale, per progredire, risulta fondamentale riconoscere continuità e rotture. Nonostante il suo essere costantemente associato alla riorganizzazione dell’Università di Buenos Aires, il pensiero di Gutiérrez andrà ben oltre l’ambito strettamente accademico: trattandosi di un intellettuale orientato principalmente alla giurisprudenza e alla letteratura, la sua concezione riguardo al ruolo della scienza e delle sue applicazioni pratiche nell’educazione generale delle masse interesserà anche l’educazione superiore, campo nel quale promuoverà una sorta di equilibrio tra umanistica e scienze esatte.